# 3M14 Birjuza
3M14 Birjuza (ryska: 3М14 Бирюза, NATO-rapporteringsnamn SS-N-30A Sagaris) är en rysk kryssningsrobot utvecklad ur sjömålsroboten 3M54 Kalibr och förväxlas ofta med denna.

## Konstruktion
Roboten har två olika motorer. Den första är startmotorn som skjuter ut raketen ur dess avfyringstub. De fartygsbaserade varianterna har startmotor med dragkraftsvektorering vilket gör att den kan avfyras ur vertikala avfyringstuber för att därefter snabbt svänga till horisontell flykt på rätt kurs. Det gör den svårare att upptäcka än robotar som startar vertikalt för att sedan svänga in på rätt kurs efter att startmotorn brunnit ut. Den andra motorn är en turbojetmotor som gör att roboten kan hålla hög underljudsfart under större delen av flygningen. Till skillnad från Kalibr-robotarna har Birjuza ingen attackmotor. I stället har den betydligt mer bränsle till jetmotorn vilket ger den fyra gånger längre räckvidd än Kalibr.
En kombination av tröghetsnavigering, satellitnavigering samt radarn ARGS-14E gör att Birjuza kan träffa stationära mål med mycket god precision.

## Varianter
- 3M14K – Ubåtsavfyrad version. Längd 6.2 meter inklusive startmotor.
- 3M14T – Fartygsavfyrad version för vertikal avfyring. Längd 8.9 meter inklusive startmotor.
- 3M14E – Ubåtsavfyrad exportversion med samma räckvidd som 3M54E (300 km).
- 3M14TE – Fartygsavfyrad exportversion motsvarande 3M14E fast med samma startmotor som 3M14T.
- 3M14E1 – Version avsedd att avfyras från samma MZKT-7930 kustförsvarsroboten 3M54E2.
- 3M14AE – Flygburen version av 3M14E.

## Användning

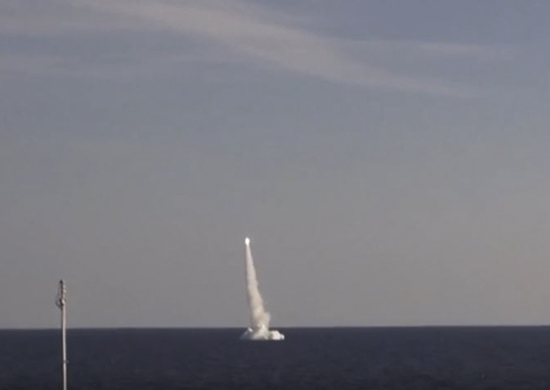
Ubåten B-603 Volchov avfyrar en 3M14K från undervattensläge.

3M14T Birjuza användes i strid första gången 7 oktober 2015 när fyra ryska fartyg avfyrade totalt 26 Birjuza-robotar från Kaspiska havet mot elva olika ISIS-mål i Syrien. Den 9 december samma år användes 3M14K första gången när ubåten Rostov-na-Don avfyrade avfyrade flera robotar från Medelhavet mot ISIS-mål i Syrien. Ryska fartyg och ubåtar avfyrade Birjuza-robotar vid ett flertal tillfällen under 2016 och 2017. Det sista tillfället var 3 februari 2018.
Det ryska anfallet mot Ukraina 24 februari 2022 inleddes med en insats av runt 30 stycken Birjuza-robotar mot olika mål i Ukraina.

## Användare
- Ryssland
- Vietnam[6]

## Fotnoter
1. ↑  Ej att förväxla med R-30 Bulava med rapporteringsnamn SS-NX-30